# Ozero Zaoziortsy
Ozero Zaoziortsy (ryska: Озеро Заозёрцы) är en sjö i Belarus.   Den ligger i voblasten Vitsebsks voblast, i den norra delen av landet, 170 km norr om huvudstaden Minsk. Ozero Zaoziortsy ligger 128 meter över havet. Arean är 0,25 kvadratkilometer. Den sträcker sig 0,7 kilometer i nord-sydlig riktning, och 0,7 kilometer i öst-västlig riktning.
Omgivningarna runt Ozero Zaoziortsy är en mosaik av jordbruksmark och naturlig växtlighet. Runt Ozero Zaoziortsy är det ganska glesbefolkat, med 22 invånare per kvadratkilometer.